# Homalopoma fluctuata
Homalopoma fluctuata là một loài ốc biển nhỏ, là động vật thân mềm chân bụng sống ở biển trong họ Colloniidae.

## Phân bố
Loài này thường gặp ở New Zealand.